# Amerila vitrea
Amerila vitrea är en fjärilsart som beskrevs av Carl Plötz 1880. Amerila vitrea ingår i släktet Amerila och familjen björnspinnare. Inga underarter finns listade i Catalogue of Life.